# Зелёная кваква
Зелёная кваква (лат. Butorides striata) — вид из семейства цаплевых, распространённый в тропических и субтропических широтах по всему миру.

## Описание
Зелёная кваква — это небольшая цапля величиной от 40 до 46 см и с короткой шеей. Её оперение имеет серо-зелёный цвет, нижняя сторона светлее. На голове — чёрная шапочка с длинным чёрным гребешком. Клюв чёрный, лапы бледно-жёлтые либо оранжевые. Половой диморфизм в окраске не выражен. Молодняк окрашен более тускло, с тёмно-коричневой спиной и белыми пятнами на крыльях. Шея и грудь коричневые с белыми полосками. Лапы имеют матовый жёлтый цвет. В целом, в разных точках огромного ареала образовались различные подвиды.

## Поведение
Зелёная кваква обитает у берегов рек и озёр, болот и мангров среди густой растительности. Эти скрытные и осторожные птицы ведут одиночный образ жизни и активны в сумеречное время. Голос — резкий свист. В полёте иногда вытягивают шею, чего никогда не делают другие цапли.
Гнездо зелёные кваквы строят в небольших кустах или, зачастую, на деревьях, ветви которых висят прямо над водой. Гнездо сооружается не очень тщательным образом. В кладке от двух до четырёх яиц, которые иногда видны сквозь пол гнезда.

## Фото

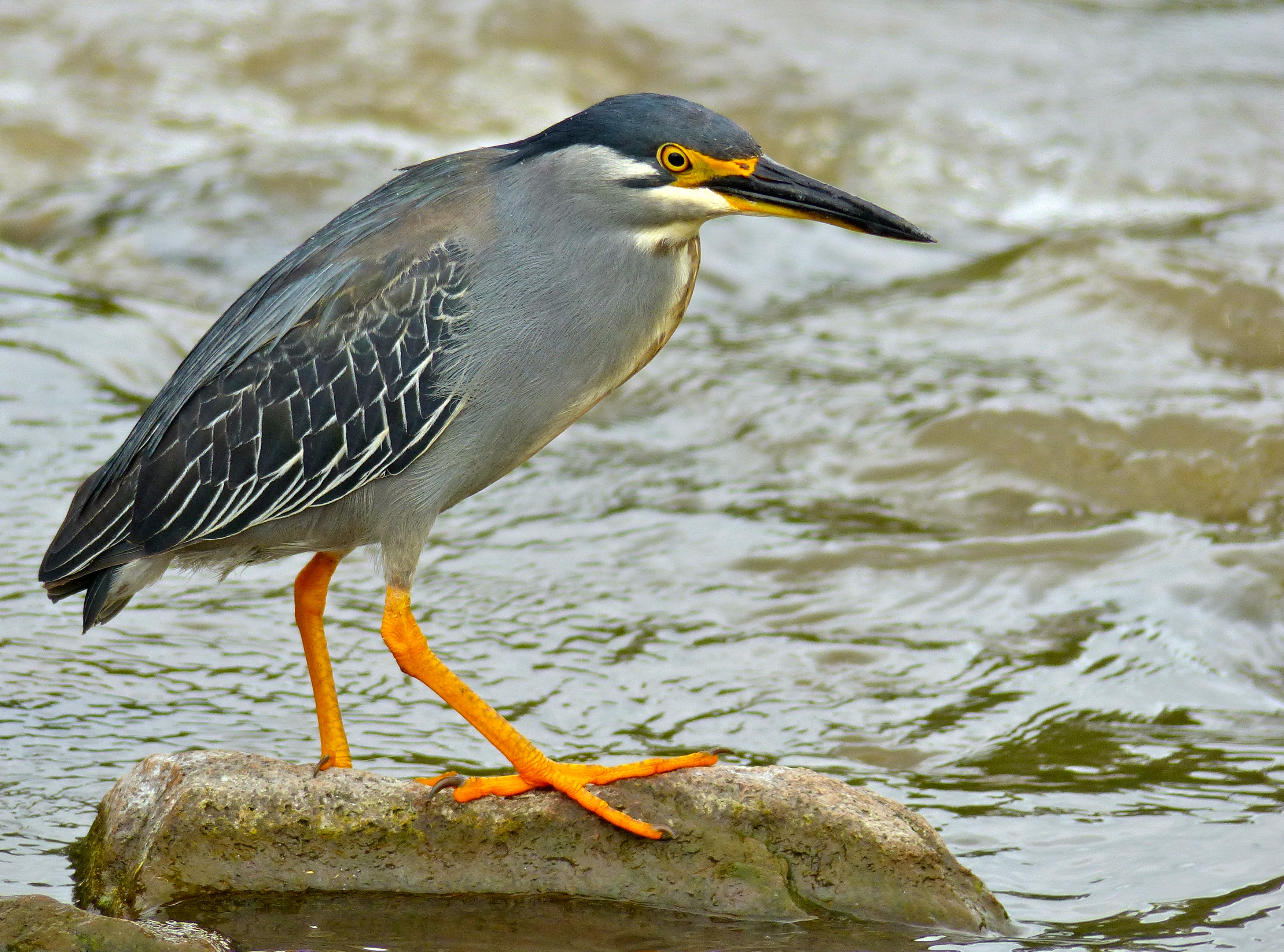
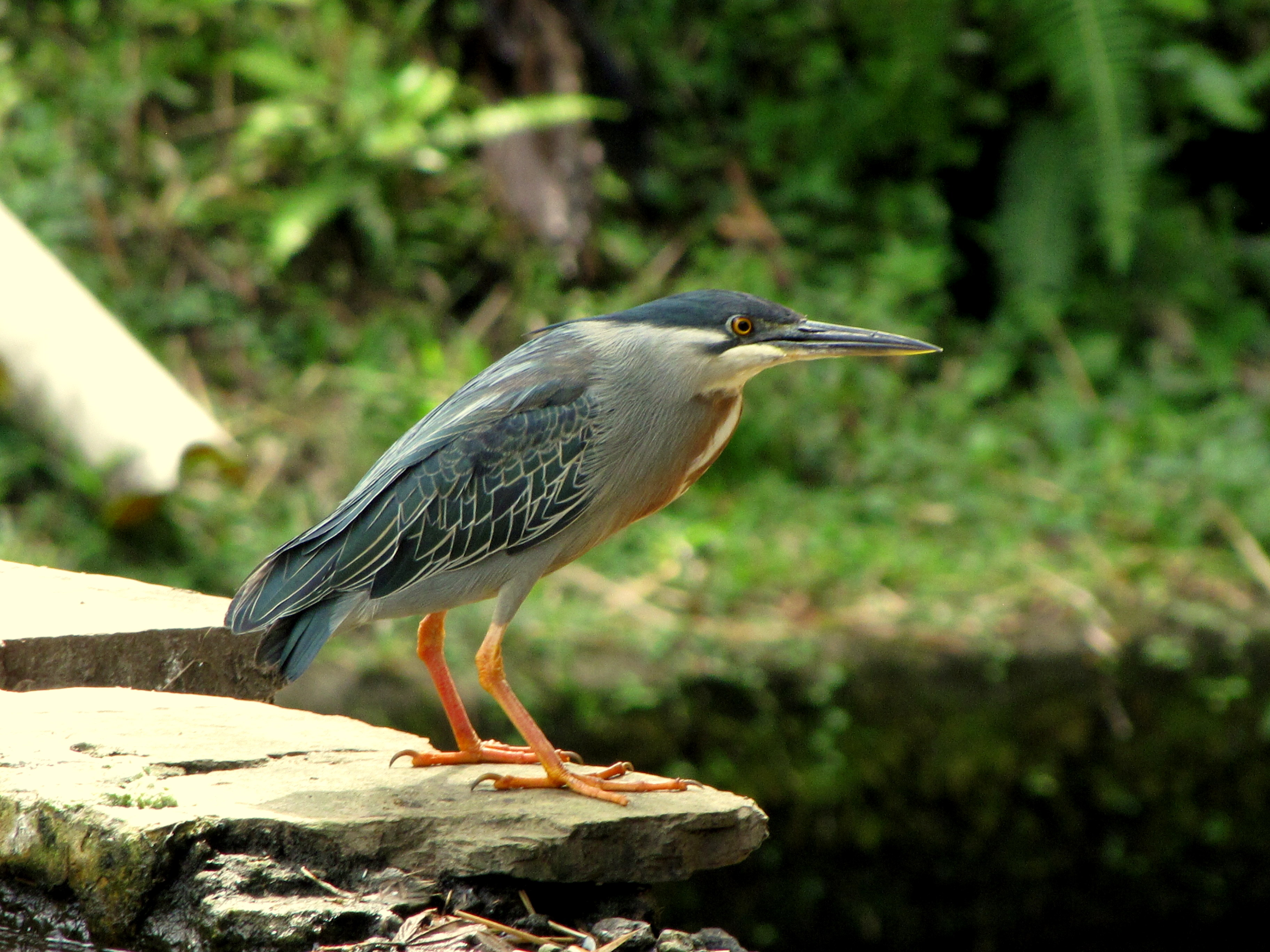
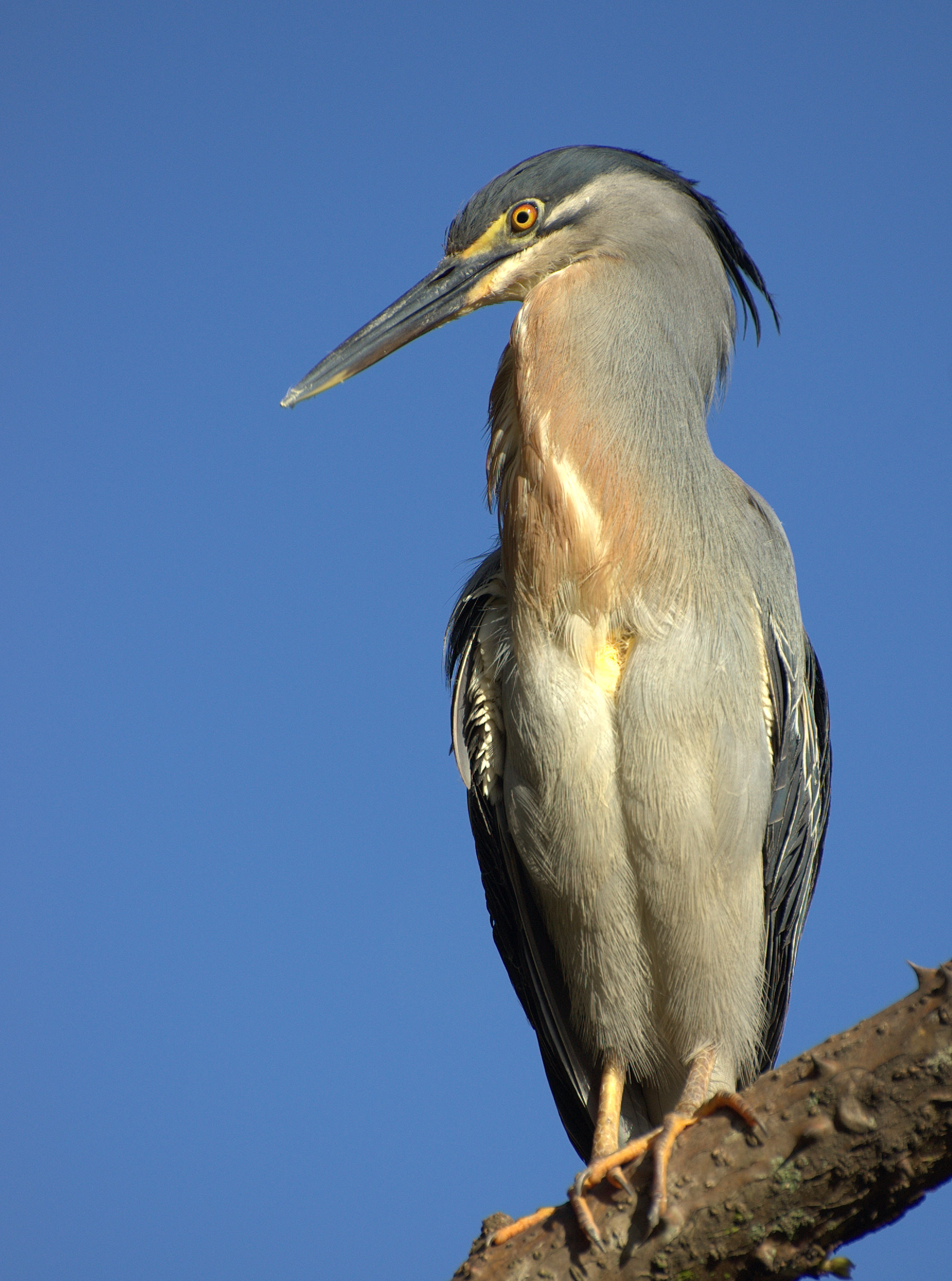
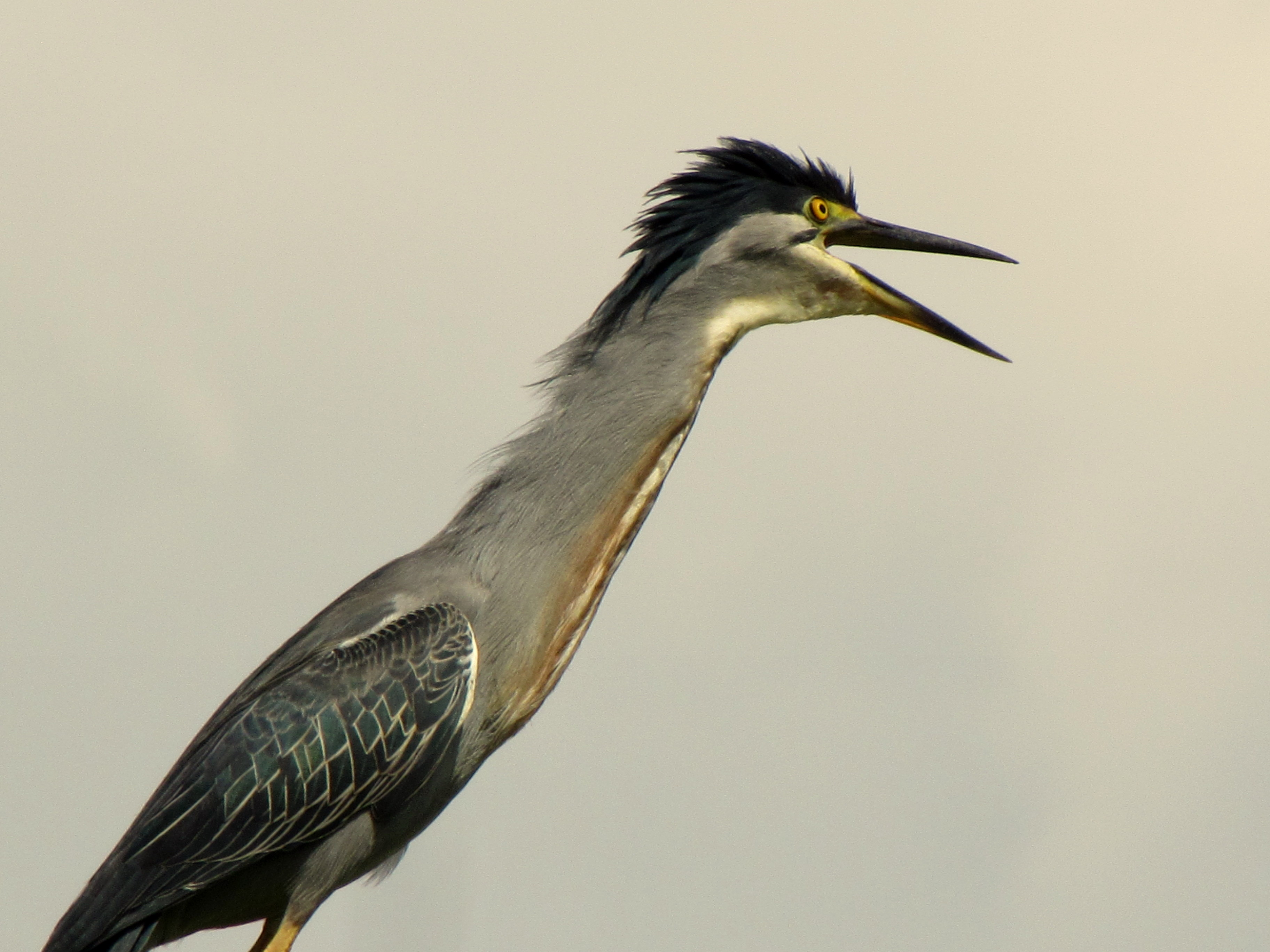
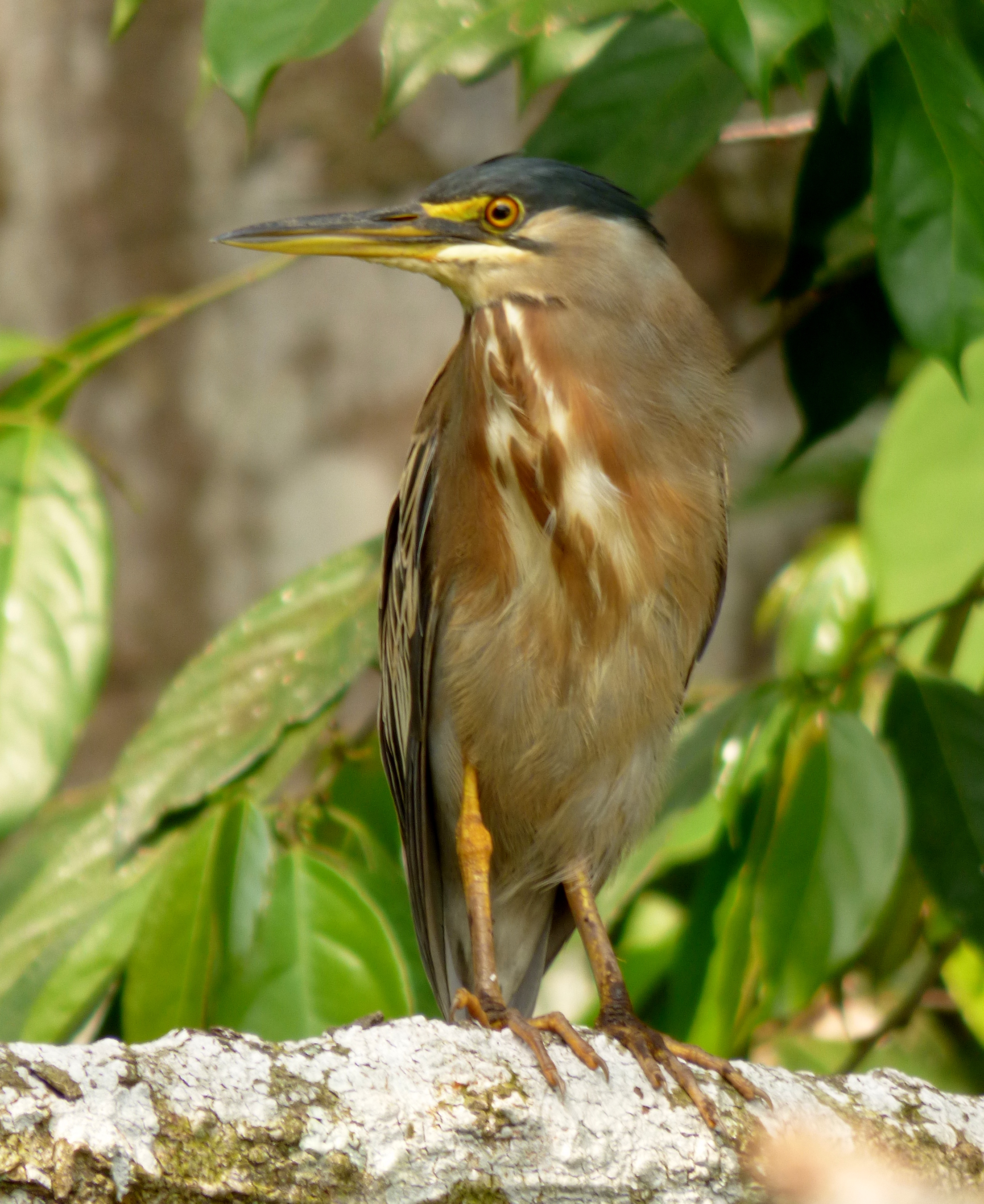
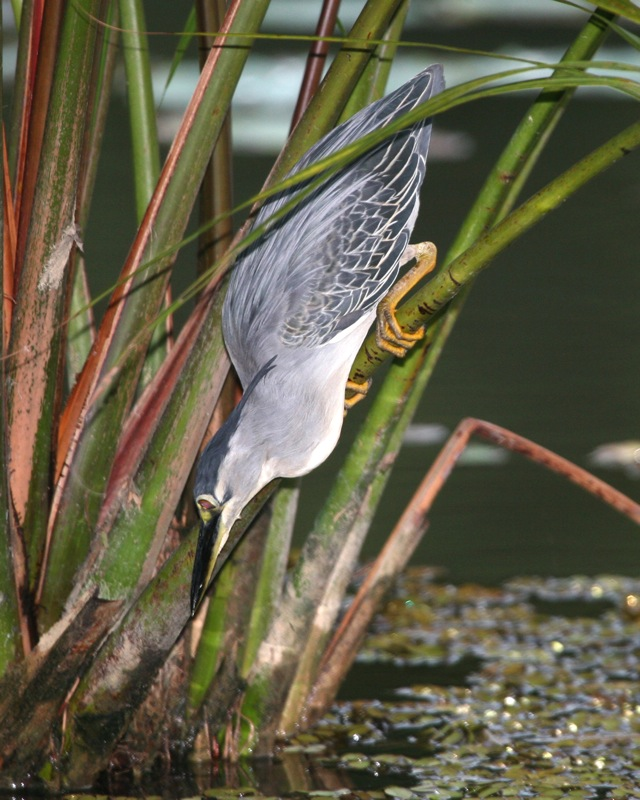
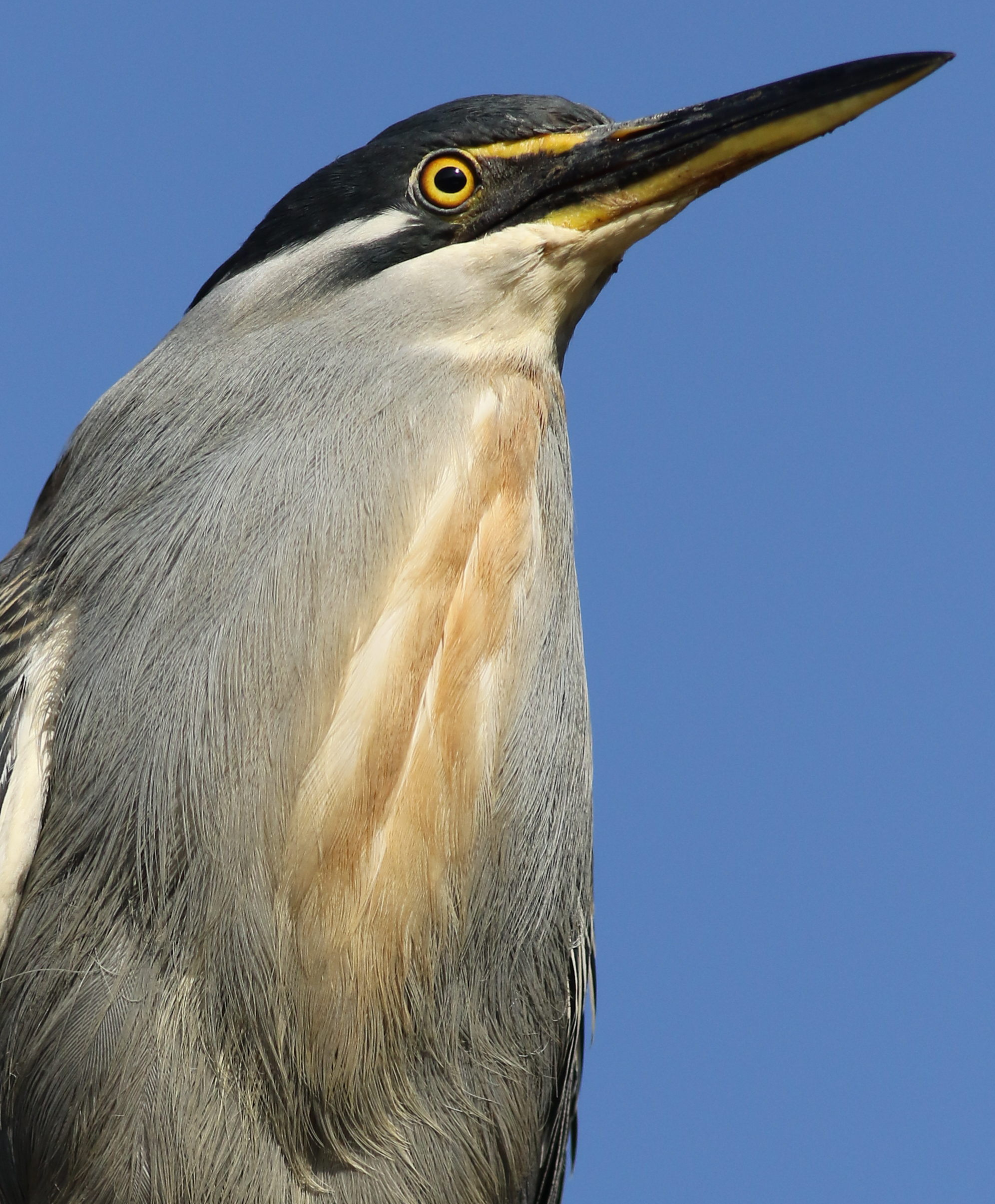
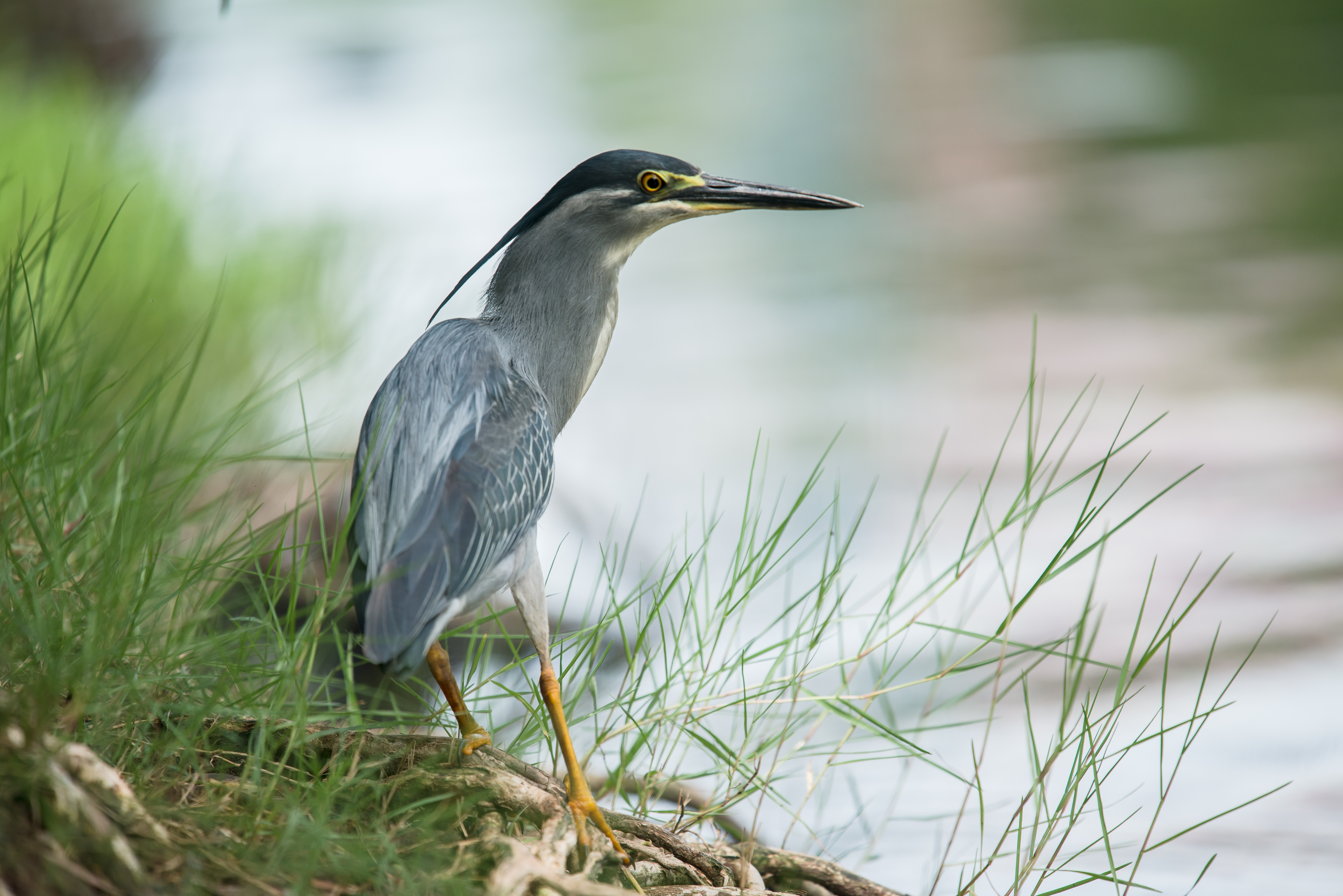
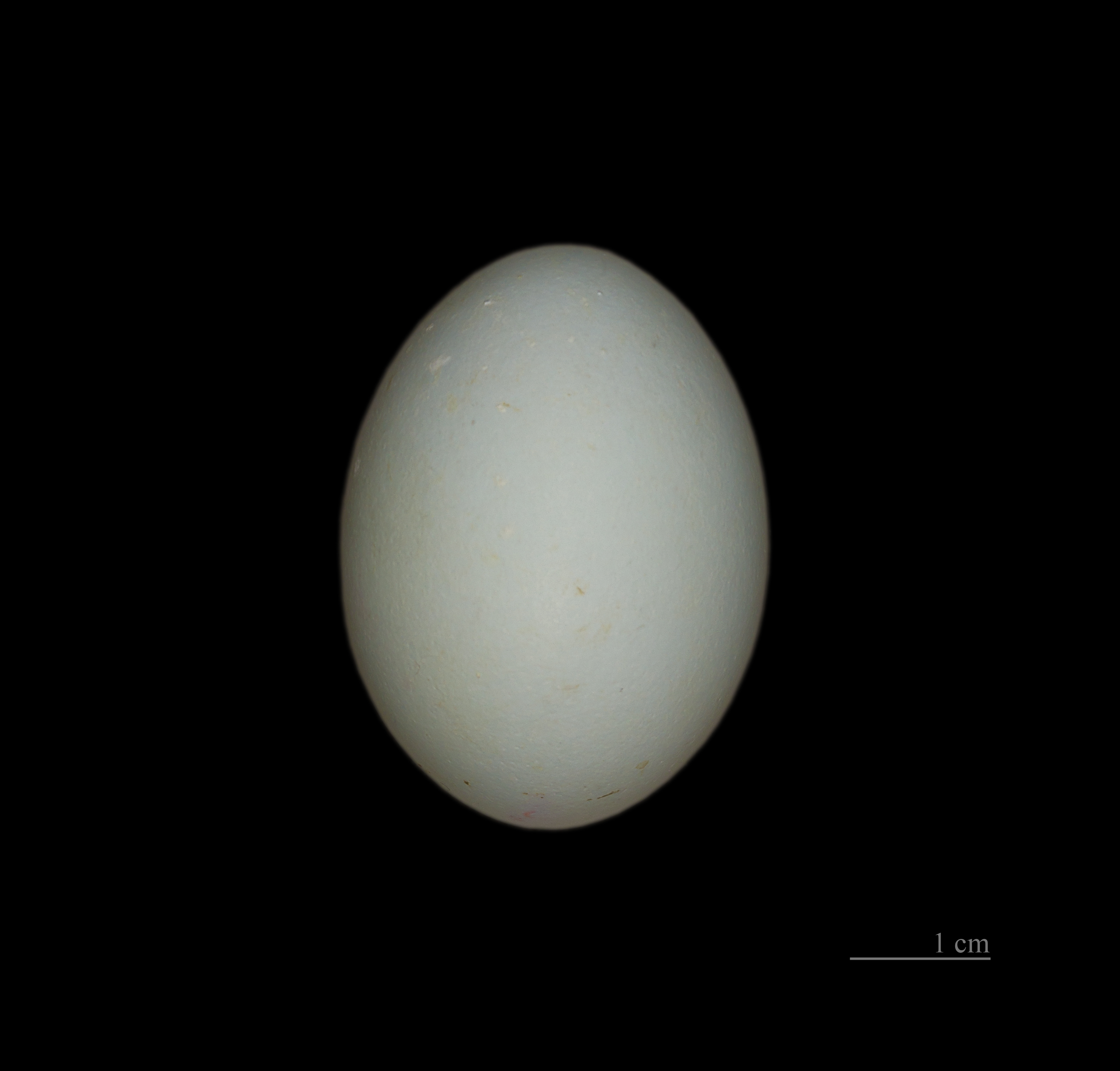